# Бальтасар-Брум (Артигас)
Бальтасар-Брум — селище в Уругваю, у департаменті Артигас, розташоване біля гірського хребта Кучілья-де-Белен (ісп. Cuchilla de Belén — Вифлеємський пагорб).
Спочатку селище називалося Ісла-Кабельйос (ісп. Isla Cabellos), згодом його було перейменовано на честь Бальтасара Брума, двадцять третього Президента Уругваю. Перша згадка про населений пункт датується 1804 роком.
У 1900 році тут було побудовано школу.
У 1940 році з'являються поліклініка, водопостачання, електроенергія, телефон, пошта, філія республіканського банку.
У 1980 році було створено ліцей та розпочато вирощування рису.
За даними перепису населення в 2004 році кількість населення становила 2472 осіб.

## Відомі люди
- Альба Робальйо — перша південноамериканська жінка, яка стала міністром.
- Амількар Васконсельйос — адвокат і політик.